# Glyphosatresistenz
Glyphosatresistenz oder Glyphosattoleranz bezeichnet eine Resistenz von Pflanzen und anderen Organismen gegenüber dem Pflanzenschutzmittel und Totalherbizid Glyphosat, vor allem bekannt unter dem Markennamen Roundup. Die Wirkung des Glyphosat basiert auf der Blockade des Enzyms 5-Enolpyruvylshikimat-3-phosphat-Synthase (EPSPS) in den Pflanzen, wodurch es zu einer Stoffwechselunterbrechung und damit zum Absterben aller nicht-resistenten Pflanzen kommt.
Glyphosatresistenz kommt natürlicherweise bei zahlreichen Bakterien vor, deren bakterielles EPSPS sich von dem der Pflanzen unterscheidet und damit nicht vom Glyphosat blockiert wird. Über die Grüne Gentechnik wurden verschiedene transgene Nutzpflanzen entwickelt, die durch ein eingeschleustes Bakteriengen des Bodenbakteriums Agrobacterium tumefaciens ebenfalls die bakterielle Glyphosattoleranz aufweisen. Die transgene Form der Pflanzen bildet entsprechend ein dem pflanzlichen EPSPS analoges Enzym mit der gleichen Funktion, das von dem Herbizid nicht blockiert wird. Hierdurch werden entsprechend veränderte Pflanzen resistent gegenüber dem Pflanzenschutzmittel und ermöglichen den Einsatz des Pflanzenschutzmittels während der Kulturperiode. Statt des in der konventionellen Landwirtschaft zur Unkrautkontrolle üblichen Einsatzes verschiedener Herbizide ist damit der alleinige Einsatz von Glyphosat möglich.
Da Glyphosat aufgrund des Patentrechts ursprünglich ausschließlich von dem Unternehmen Monsanto produziert und vertrieben wurde, wurden glyphosatresistente Kulturpflanzen von verschiedenen Unternehmen gemeinsam mit Monsanto entwickelt. Mittlerweile gibt es mehrere Produzenten glyphosathaltiger Herbizide. Viele Unkräuter haben in Folge des weitflächigen Einsatzes von Glyphosat auf natürlichem Weg eine Resistenz gegen das Herbizid entwickelt, was langfristig eine Gefahr für den Erfolg des Pflanzenschutzmittels und der darauf zugeschnittenen transgenen Nutzpflanzen darstellen könnte.

## Merkmale und gentechnische Veränderung
Glyphosatresistente Pflanzen unterscheiden sich im Aussehen und anderen Eigenschaften nicht von den entsprechenden konventionellen Kulturpflanzen. Der einzige Unterschied besteht darin, dass sie ein Enzym eines Bakteriums produzieren, das sich von dem analogen Enzym der Pflanze unterscheidet und gegenüber dem Einsatz des Pflanzenschutzmittels Glyphosat resistent ist. Ausgangspunkt der genetischen Veränderung sind Sorten, die über Grüne Gentechnik mit genetischem Material von Agrobacterium tumefaciens ergänzt werden.

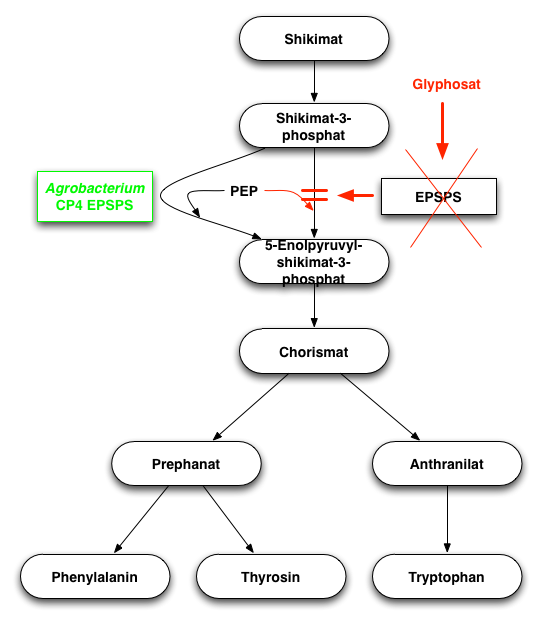
Wirkungsweise von Glyphosat und Glyphosat-Resistenz durch die Einschleusung des resistenten Bakteriengens Agrobacterium CP4 EPSPS.

Die gentechnisch veränderten Pflanzen beinhalten ein Gen des Stamms CP4 des Bakteriums, mit dem sie resistent gegen den Wirkstoff Glyphosat werden. Glyphosat ist ein Breitbandherbizid, das in allen Pflanzenteilen die Funktion der 5-Enolpyruvylshikimat-3-phosphat-Synthase (EPSPS) blockiert und damit den Shikimisäureweg zur Produktion bestimmter Aminosäuren blockiert. Genauer gesagt die Biosynthese der proteinogenen aromatischen Aminosäuren Phenylalanin, Tyrosin und Tryptophan hemmt. Durch das eingeschleuste Gen wird eine bakterielle EPSPS (CP4 EPSPS) produziert, die gegenüber Glyphosat unempfindlich ist.

## Internationaler Einsatz von glyphosatresistenten Nutzpflanzen
In einigen Ländern liegen Zulassungen für den Anbau folgender transgener Nutzpflanzen mit Glyphosatresistenz vor. Für kommerzielle Zwecke werden folgende Pflanzen angebaut:
- Baumwolle (Gossypium hirsutum)
- Luzerne (Medicago sativa)
- Mais (Zea mays)
- Raps (Brassica napus)
- Sojabohne (Glycine max)
- Weißes Straußgras (Agrostis stolonifera)[4]
- Zuckerrübe (Beta vulgaris)

Die ebenfalls zugelassenen glyphosatresistenten Rübsen (Brassica rapa), Kartoffeln (Solanum tuberosum) und Weizen (Triticum aestivum) werden dagegen nicht angebaut.
Von nennenswerter kommerzieller Bedeutung ist Glyphosatresistenz aber nur bei Sojabohnen, Mais, Raps und Luzerne. 2016 beliefen sich die weltweit mit herbizidresistenten Pflanzen bestellten Flächen auf 161,9 Mio. ha, wobei Glyphosatresistenz den überwiegenden Teil der Herbizidresistenzen ausmacht.

## Resistenzentwicklung bei Unkräutern

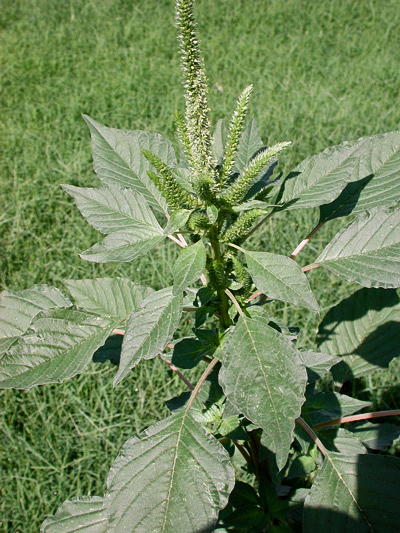
Amaranthus palmeri; in mehreren US-Bundesstaaten hat dieses weit verbreitete Unkraut eine Glyphosatresistenz entwickelt.

Der umfangreiche und einseitige Einsatz von Glyphosat, besonders auf Flächen mit glyphosatresistenten Kulturpflanzen, hat zur Entwicklung von glyphosatresistenten Unkräutern geführt. Dabei haben diese Pflanzen durch Mutationen und den hohen Selektionsdruck Resistenzen entwickelt, die die vom Glyphosat blockierten Stoffwechselwege überbrücken und damit das Überleben der Pflanzen trotz Glyphosateinsatz ermöglichen.
Die starke Anwendung von herbizidresistenten Kulturpflanzen in den USA, Argentinien und Brasilien hat diese Entwicklung begünstigt. Aber auch in Europa sind bereits Resistenzen von Unkräutern bekannt geworden, obwohl kaum transgene Pflanzen angebaut werden, Glyphosat aber auch in der konventionellen Landwirtschaft eingesetzt wird. 2017 werden in einer internationalen Datenbank 39 glyphosatresistente Pflanzen aufgeführt. Aufgrund der breiten Verwendung glyphosathaltiger Produkte wird erwartet, dass dieser Prozess sich in Zukunft verstärken wird. Vor diesem Hintergrund werden Maßnahmen empfohlen, die den Selektionsdruck auf Unkräuter reduzieren und es wird eine breiter gefächerte Unkrautbekämpfung angeraten. Als Möglichkeiten werden genetische Innovationen, neuartige full-dose-Herbizidmischungen und Alternativen zu Glyphosat genannt. Mechanische und feinmechanische Ackerbauverfahren sowie pflanzenbauliche Praktiken wie Pflanz- und Fruchtfolgeplanung sollen eingesetzt werden, um die Abhängigkeit von Glyphosat zu reduzieren. Dieser vielfältige Ansatz sei erforderlich, damit die Vorteile von Glyphosat aber auch anderer Herbizide in Zukunft weiterhin genutzt werden können.
Unerwünschte glyphosatresistente Pflanzen können auch durch Auskreuzung des EPSPS-Gens aus resistenten transgenen Pflanzen in nicht-resistente Kultursorten oder Wildformen entstehen. Dies trifft für Raps, Mais und Baumwolle zu. Bei Raps und weißem Straußgras wurde sogar eine Übertragung auf verwandte Arten beobachtet. Im Basler Rheinhafen wurde das Auskreuzen des EPSPS-Gens auf Raps nachgewiesen, obwohl der Anbau gentechnisch-veränderten Rapses in der Schweiz nicht zugelassen ist. Es scheint, dass konventioneller Weizen aus Kanada mit glyphosatresistenten Rapssamen verunreinigt ist und so beim Umladen im Rheinhafen sich in der Schweiz ansiedeln konnte.

## Moose
Moose wie z. B. das Brunnenlebermoos verfügen neben EPSPS über ein strukturell ähnliches Enzym (N-Acetylglucosamin-Enolpyruvyltransferase, MurA), was dessen Rolle zur Bildung von EPSP übernehmen kann. Daher können diese die hemmende Wirkung Glyphosats umgehen.

## Filme
- Roundup, der Prozess. Frankreich, 2017, 90 Min., Regie:  Marie-Monique Robin, von Arte am 17. Oktober 2017.